# Acrotomia viminaria
Acrotomia viminaria là một loài bướm đêm trong họ Geometridae.